# 夏.インストール
『夏.インストール』（なつ、いんすとーる）は、神聖かまってちゃんのメジャーデビュー後初のミニアルバム。2016年7月6日にワーナーミュージック・ジャパンから発売された。

## 解説
前作『ベストかまってちゃん』から1年ぶりとなる新作。『ベストかまってちゃん』はベストアルバムだったため、オリジナル作品としては2014年の『英雄syndrome』以来1年10ヶ月ぶりとなる。

### 特典
今作は通常盤1形態でのリリースとなったが、店舗別の特典がついており、全国のタワーレコードでは未発表新曲「僕の一等賞なんですっ」が収録されたCD、TSUTAYAではオリジナルポストカードフォルダー、Loppi及びHMVなどのチェーン店ではオリジナルポストカードが配布された。
また、Loppi・HMV限定で2016年3月に行われたHMV主催の名盤再現ライブシリーズ「HMV GET BACK SESSION」の、『友だちを殺してまで。』再現ライブの模様を収録したDVDとのセット販売も実施された。

## 収録曲
1. きっと良くなるさ
リード曲。ミュージックビデオでは、俳優の斎藤工やBiSの元メンバー、ヒラノノゾミなど様々な役者がカメオ出演している[1]。
2. 僕ブレード
前身バンド「びばるげばる書店」時代の楽曲「へにゃブレード」のリメイク。また、神聖かまってちゃん初となるCMタイアップ曲である。(下記参照)
3. そよぐ風の中で
4. リッケンバンカー
2015年8月にの子の自作MVがYouTubeに公開された。
5. たんぽぽ
6. drugs,ねー子
2009年12月にの子の自作MVが動画サイトにて公開された。
7. ロマンス
2015年8月に「リッケンバンカー」と共にの子によってデモ音源がYouTubeに公開された。
8. 天文学的なその数から
初の試みとなるちばぎんのソロ歌唱パートがある。
9. 笛吹き花ちゃん feat.みさこ
iTunes Storeでのアルバム購入限定で収録されている[2]。

## タイアップ
- 僕ブレード

「Right-On夏の衝撃祭2016」CMソング

## 演奏者
- mono - キーボード、プログラミング、コーラス
- の子 - ボーカル、ギター、12弦ギター、プログラミング、パーカッション
- みさこ - ドラムス、コーラス
- ちばぎん - ベース、コーラス

メジャーデビュー以降の作品のマスタリングは前作まで全て菊池功が担当していたが、今作は滝瀬真代が担当している。